# Krajina
Krajina är en slavisk toponym och används för ett flertal geografiska områden. Ordet brukar vanligtvis översättas som "gränsland".

## Krajina i Kroatien
De delar av Kroatien som ligger i gränstrakterna till Bosnien-Hercegovina kallas i folkmun för Krajina som på kroatiska just betyder ”gränsland”. Krajina har inga klart definierade gränser men brukar vara synonymt med det historiska området Militärgränsen (kroatiska: Vojna Krajina). Då dagens Kroatien utgjorde det Habsburgska rikets södra gräns efter freden i Karlovci 1699 skapade österrikarna en militärgräns som fungerade som en barriär mot det Osmanska riket. Främst serber som flytt från dagens Serbien och Bosnien-Hercegovina tilläts bosätta sig i gränslandet. De fick land och befriades från skatt i utbyte mot att de försvarade det Habsburgska riket mot osmanernas återkommande attacker.

### Republika Srpska Krajina
Den serbiska befolkningen i området bildade utbrytarrepubliken serbiska republiken Krajina mellan 1991 och 1995 under det kroatiska självständighetskriget.